# C/2010 U3 (Boattini)
C/2010 U3 (Boattini) es un cometa de periodo largo descubierto el 31 de octubre de 2010 por el astrónomo italiano Andrea Boattini, cuando se encontraba todavía a 18,4 unidades astronómicas (ua) del Sol, prácticamente a la misma distancia de la órbita de Urano, la mayor distancia a la que se ha encontrado un cometa, con una magnitud de +19. Imágenes pre-descubrimiento tomadas por el Observatorio Canada, Francia, Hawái, entre 2005 y 2006, muestran que ya tenía actividad cuando se encontraba entre 25,8 y 24, 6 ua del Sol.
Pasó por el perihelio el 25 de febrero de 2019 a una distancia de 8,4 ua el Sol, también uno de los más lejanos perihelios de los cometas conocidos. Como la sublimación del agua en los cometas empieza a producirse en los mismos a distancias más cercanas a Sol de 5 ua, se deduce que su actividad no se debe a esa causa sino a la de sublimación de compuestos supervolatiles como el CO y el CO2.
Aunque su origen está en la nube de Oort, estudios sobre la trayectoria de este cometa indican que tuvo un primer paso por el perihelio hace al menos 1,96 millones de años, siendo por tanto considerado como dinámicamente viejo, sin que la actividad observada en este último paso por el perihelio pueda deberse al calor retenido por su anterior paso.